# Ryan Giggs

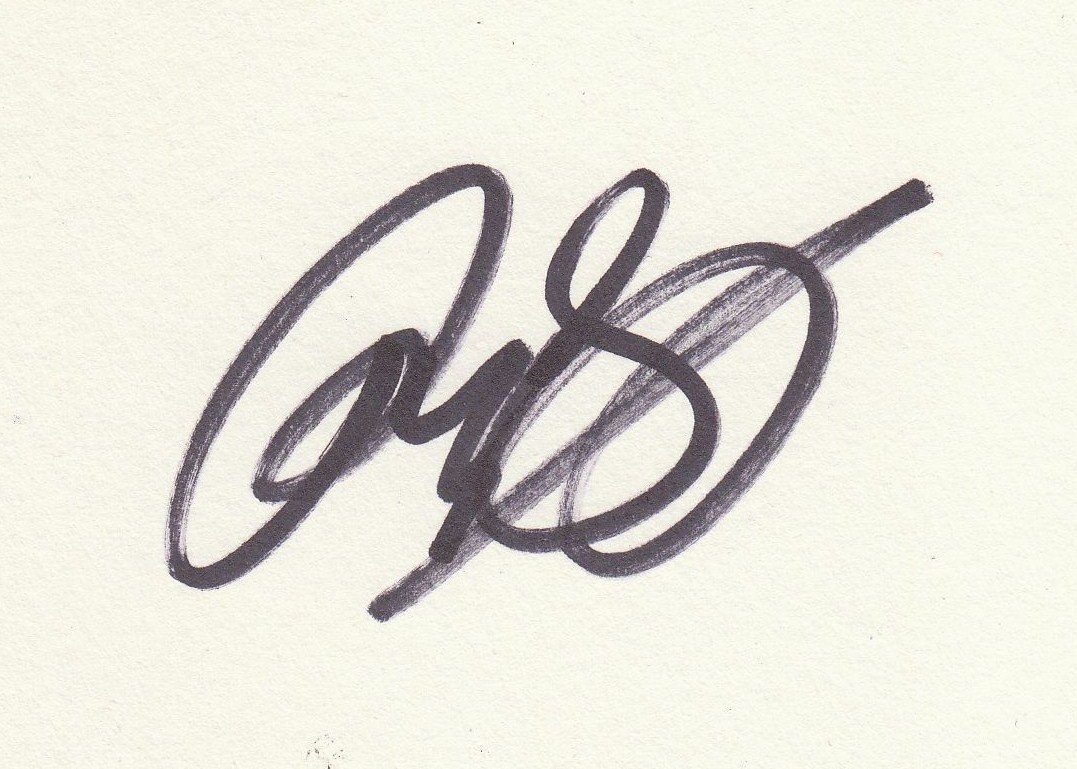
Autogramm von Ryan Giggs

Ryan Joseph Giggs, OBE (* 29. November 1973 in Cardiff als Ryan Joseph Wilson) ist ein ehemaliger walisischer Fußballspieler und -trainer. Als Spieler gewann Giggs seit 1991 – primär als linker Flügelspieler eingesetzt – mit Manchester United insgesamt 36 Vereinstitel, darunter die meisten englischen Meisterschaften eines Spielers (13), vier FA-Cup-Trophäen, vier Ligapokale sowie in den Jahren 1999 und 2008 die Champions League. Im Mai 2008 löste er Bobby Charlton als Spieler mit den meisten Pflichtspielen für Manchester United ab (er absolvierte 963 Spiele für den Verein) und war vom 11. Mai 2011 bis zum 25. September 2017 mit 632 Einsätzen der Rekordspieler der Premier League. Im September 2017 zog Gareth Barry nach. Persönliche Ehrungen reichen vom zweifachen Titel des besten Nachwuchsfußballers zu Beginn seiner Karriere hin zu den Auszeichnungen 2009 zu Englands Fußballer des Jahres und zum Sportler des Jahres in Großbritannien – der prestigeträchtigsten allgemeinen Auszeichnung im britischen Sport. Außerdem hielt er vom 2. Oktober 2013 bis zum 10. Dezember 2014 den Rekord für die meisten Einsätze in der Champions League. Von 2018 bis Juni 2022 war er Cheftrainer der walisischen Nationalmannschaft, für die er von 1991 bis 2007 64 Partien bestritten hat, sich allerdings nie für eine Welt- oder Europameisterschaft qualifizierte.

## Die frühen Jahre
Giggs kam im St. David’s Hospital als Ryan Joseph Wilson im Cardiffer Innenstadtbezirk Canton zur Welt. Der ursprüngliche Nachname ist auf den Vater Danny Wilson zurückzuführen, einem Enkel eines in den 1920er-Jahren aus Sierra Leone eingewanderten Matrosen der Handelsmarine, der sich, wie viele zu dieser Zeit, im Hafenviertel von Cardiff, Tiger Bay, niedergelassen hatte. Wilson war Rugbyspieler und schlug sich als Amateur im Rugby Union für Newport und den Cardiff RFC durch. Mutter Lynne Giggs, die bei der Geburt des Sprösslings wie der Vater 17 Jahre alt war, war Kinderkrankenschwester. Damit genug Geld in die Haushaltskasse kam, erledigte sie dazu noch weitere Jobs. Zwei Jahre nach Ryan kam Bruder Rhodri zur Welt, und die junge Familie wuchs in bescheidenen Verhältnissen im westlich der walisischen Hauptstadt gelegenen Vorort Ely auf. Viel Zeit verbrachte der junge Ryan bei den in Pentrebane lebenden Großeltern mütterlicherseits; dort erlernte er auch das Fußballspielen auf der Straße „um die Ecke“. Früh zeigte sich hier sein sportliches Talent. Bei der Mannschaftseinteilung wählten ihn die Kameraden entweder stets als ersten oder baten ihn von vornherein wegen des Chancenungleichgewichts, sich ins Tor zu stellen. Während er die athletischen Voraussetzungen in Form von Schnelligkeit und Wendigkeit sowie die Ballkontrolle nach Angaben von Beobachtern seinem Vater verdankte, war das Fußballinteresse mehr auf die Mutter zurückzuführen, die Anhängerin des damals in der zweiten englischen Liga spielenden Klub Cardiff City war. Die Fokussierung auf den Fußball in der Rugby-Hochburg Wales war auch – trotz der sportlichen Aktivitäten des Vaters – deswegen wenig verwunderlich, weil Cardiff mehr als Fußballstadt galt.
Als der Vater ein Angebot des englischen Profiklubs Swinton RLFC im Rugby League annahm, zog die vierköpfige Familie in den Ballungsraum Manchester nach Swinton um. Giggs interessierte sich im Alter von 10 bis 14 Jahren auch ernsthaft für Rugby. An den Wochenenden bestritt er bis zu vier Spiele, wozu Fußball- und Rugbypartien für die Salford Boys und Einsätze für den Rugbyklub „Langworthy“ sowie den in der Sunday League aktiven „Dean’s Football Club“ zählten. Da sich Giggs auch im Rugby League talentiert zeigte und Langworthy zu den besten Teams der Region zählte, stand er spätestens nach seiner Berufung in die Auswahl der Grafschaft Lancashire vor einer Wegentscheidung. Er agierte in einer Partie für Lancashire gegen eine Mannschaft aus Cumbria und spielte dort auch seine Schnelligkeit auf der Außenbahn – eine Parallele zum Fußball – aus, aber das Gefühl, „das Herz beim Fußball zu haben“ und sich inmitten der „großen Jungs“ nicht zugehörig zu fühlen, führten zu dem Entschluss gegen Rugby. Weitaus mehr Spaß bereitete ihm seine Zeit für den von Dennis Schofield trainierten Dean’s FC. Der Kontakt zu Giggs war zustande gekommen, als Schofield während seiner Hauptberufstätigkeit als Milchmann an einem Spielfeld anhielt, dabei Giggs in einer Partie der Salford Boys beobachtete und ihm anschließend einen Einsatz in seinem Team für den kommenden Sonntag anbot. Das erste Spiel wurde zwar mit 0:9 gegen Stretford Victoria verloren, aber der Neuling ragte durch seine Fertigkeiten deutlich heraus und am Ende der Spielzeit gewann Dean’s hinter den „Vics“ die Vizemeisterschaft.
Schofield, der gleichzeitig als Scout für Manchester City arbeitete, empfahl den Schützling nachhaltig seinem Arbeitgeber und so trainierte Giggs fortan auf dem vereinseigenen Kunstrasen an der Platt Lane mit. Parallel spielte Giggs noch für die Salford Boys und führte diese als Kapitän in ein Schülerpokal-Endspiel, das 1987 in Anfield ausgetragen wurde. Dort war er gegen eine Nachwuchsmannschaft der Blackburn Rovers erfolgreich und Giggs erhielt aus den Händen des Liverpooler Chefscouts Ron Yeats die Siegertrophäe. Yeats war sehr beeindruckt von der Darbietung des Walisers, aber seine Empfehlung an Cheftrainer Kenny Dalglish kam verspätet, da sich Giggs bereits mit Manchester United geeinigt hatte. Obwohl sich auch die Verantwortlichen von Manchester City sehr um das Talent gekümmert hatten, war die Verlockung für Giggs auf ein Engagement bei seinem Wunschverein zu groß gewesen. Er hatte im Alter von acht Jahren zum ersten Mal Old Trafford besucht und sich seitdem von den „Red Devils“ – und besonders von dem damals dort als Flügelspieler agierenden Waliser Mickey Thomas – angezogen gefühlt. Eventuelle Verpflichtungen bei Manchester City hatten vor dem 14. Geburtstag grundsätzlich nicht bestanden und so stand dem blau-roten Wechsel nichts im Wege. Eine wichtige Rolle war dabei einem in Salford ansässigen Zeitungshändler mit dem Namen Harold Wood zugefallen. Wood war zusätzlich bei Manchester United als Ordner beschäftigt und besuchte regelmäßig die Spiele von Dean’s. Mehrfach versuchte er „seinen“ Klub davon zu überzeugen, Giggs’ Fertigkeiten zu begutachten. Entsprechende Gesuche wurden jedoch stets ignoriert, bis sich Wood bei Trainer Alex Ferguson persönlich vorstellte und diesen mit den Worten überzeugte: „Er ist momentan bei City und wenn Sie ihn verlieren, werden Sie es bereuen“. Ferguson entsandte schließlich einen seiner Mitarbeiter, der wiederum ausreichend davon überzeugt werden konnte, Giggs ein Probetraining zu ermöglichen. Nur kurze Zeit vor diesem Termin bestritt er eine Partie für Salford gegen ein U-15-Team von Manchester United und Ferguson selbst wurde von seinem Büro aus Zeuge dieser Partie, in der Giggs drei Tore schoss. Das Vorspielen war damit hinfällig geworden; am Tag des 14. Geburtstags stellte sich Ferguson mit Scout Joe Brown im Elternhaus persönlich vor. Ferguson unterbreitete Giggs einen Ausbildungsvertrag für zwei Jahre plus der (allerdings nicht näher fixierten) Aussicht auf einen Wechsel ins Profigeschäft, den Giggs nach einer kurzen Nachdenkphase annahm. Im Raum gestanden hatten parallel dazu konkrete Offerten von Manchester City, Preston North End und dem FC Bury sowie das Angebot eines nicht näher genannten Klubs, der eine Unterschrift mit einer Einmalzahlung von 50.000 Pfund „versüßen“ wollte.
Noch unter dem Namen Ryan Wilson spielte Giggs zwischen 1988 und 1989 neun Mal für eine englische Schülerauswahl, wobei hier lediglich der englische Standort seiner Schule entscheidend war – für die englische Nationalmannschaft wäre er im Laufe seiner Karriere nie spielberechtigt gewesen. Sieben der neun Partien endeten siegreich, wozu pikanterweise ein 4:0 gegen Wales zählte, und nur die Begegnungen mit Schottland (mit Christian Dailly als Mannschaftsführer) in Old Trafford (0:1) und Deutschland im Wembley-Stadion (1:3) endeten in Niederlagen. Giggs’ Motivation lag nicht vordergründig darin, für England zu spielen, sondern er sah in diesem Schritt vielmehr eine gute Möglichkeit zur sportlichen Weiterentwicklung in der sehr professionell ausgestatteten Akademie des englischen Fußballverbands in Lilleshall. Darüber hinaus bekam er die Gelegenheit, die Schülerelf als Kapitän anzuführen. Kurz nach der endgültigen Trennung seiner Eltern, die nie geheiratet hatten, nahm Giggs den Geburtsnamen seiner Mutter an. Bereits in den Jahren zuvor hatte sich Mutter Lynne alleinerziehend um die beiden Söhne gekümmert und Ryan, der seinen Vater trotz einer gewissen Bewunderung aufgrund der von ihm ausgeübten familiären Gewalt verachtete, fiel in eine Identitätskrise, zumal er sich schwer tat, den neuen Stiefvater an der Seite seiner Mutter zu akzeptieren. Fortan wollte er Ryan Giggs genannt werden, was mit einer eindeutigen Verbundenheitserklärung zur Mutter verknüpft war.
Die Lehrjahre bei United beschrieb Giggs rückblickend als „alte Schule“ und verwies damit auf fundamentale Unterschiede zu dem heute üblichen Leben in der Akademie eines Premier-League-Klubs. Brian Kidd zeichnete für die Entwicklung der Jugendabteilungen insgesamt verantwortlich, und mit Eric Harrison war ein „Schleifer“ verantwortlich für die Geschicke der A-Nachwuchsmannschaft. Gerade einmal 15 Jahre alt, bestritt Giggs zudem eine Handvoll Spiele für die Reservemannschaft, wobei nicht wenige Kameraden und Gegner doppelt so alt wie er waren. Grundsätzlich nahm Giggs jedoch eine „Abkürzung“, die ihn von dem Jugendbereich bereits in jungen Jahren in den Kader der ersten Mannschaft katapultierte.

## Spielerkarriere

### Im Verein

#### Debüt und sportlicher Durchbruch (1990–1992)
Am Tag seines 17. Geburtstags wechselte Giggs in den Profibereich von Manchester United. In der Saison zuvor hatte Ferguson für United mit dem FA Cup den ersten Titel seit seiner Ankunft vier Jahre zuvor errungen und er begann fortan aus dem ehemaligen Mittelfeldteam einen Anwärter zu formen, der sich an die damals dominierenden Klubs FC Liverpool und FC Arsenal heran schlich. Auf der linken Flügelposition hatten dabei Ralph Milne und später Danny Wallace die Erwartungen des Trainers nicht erfüllen können und plötzlich sah sich Giggs nur noch mit dem 19 Jahre alten Lee Sharpe im Kampf um einen Stammplatz auf der linken Mittelfeldposition. Am 2. März 1991 debütierte der 17-Jährige in einem Heimspiel gegen den FC Everton (0:2) per Einwechslung für den verletzten Außenverteidiger Denis Irwin. Dieser Auftritt war jedoch mehr der allgemeinen Verletztenmisere geschuldet und zu allem Unglück hatte er sich an der Seite von Wallace in der ungewohnten Rolle als Sturmspitze versuchen müssen. Gut zwei Monate später verzeichnete die Statistik beim 1:0-Derbysieg gegen Manchester City – zugleich der erste Auftritt in der Startelf, zumal als linker Flügelspieler – sein erstes Tor für United, das jedoch mehr einem Eigentor von Colin Hendry gleichkam. Beim Endspiel von 1991 um den Europapokal der Pokalsieger war er nicht im Kader vertreten; auf seiner Position agierte stattdessen Sharpe und als dessen Vertretung nahm der von Giggs bereits verdrängte Wallace auf der Ersatzbank Platz; in den vorherigen Runden hatte Ferguson auch auf ihn verzichtet.

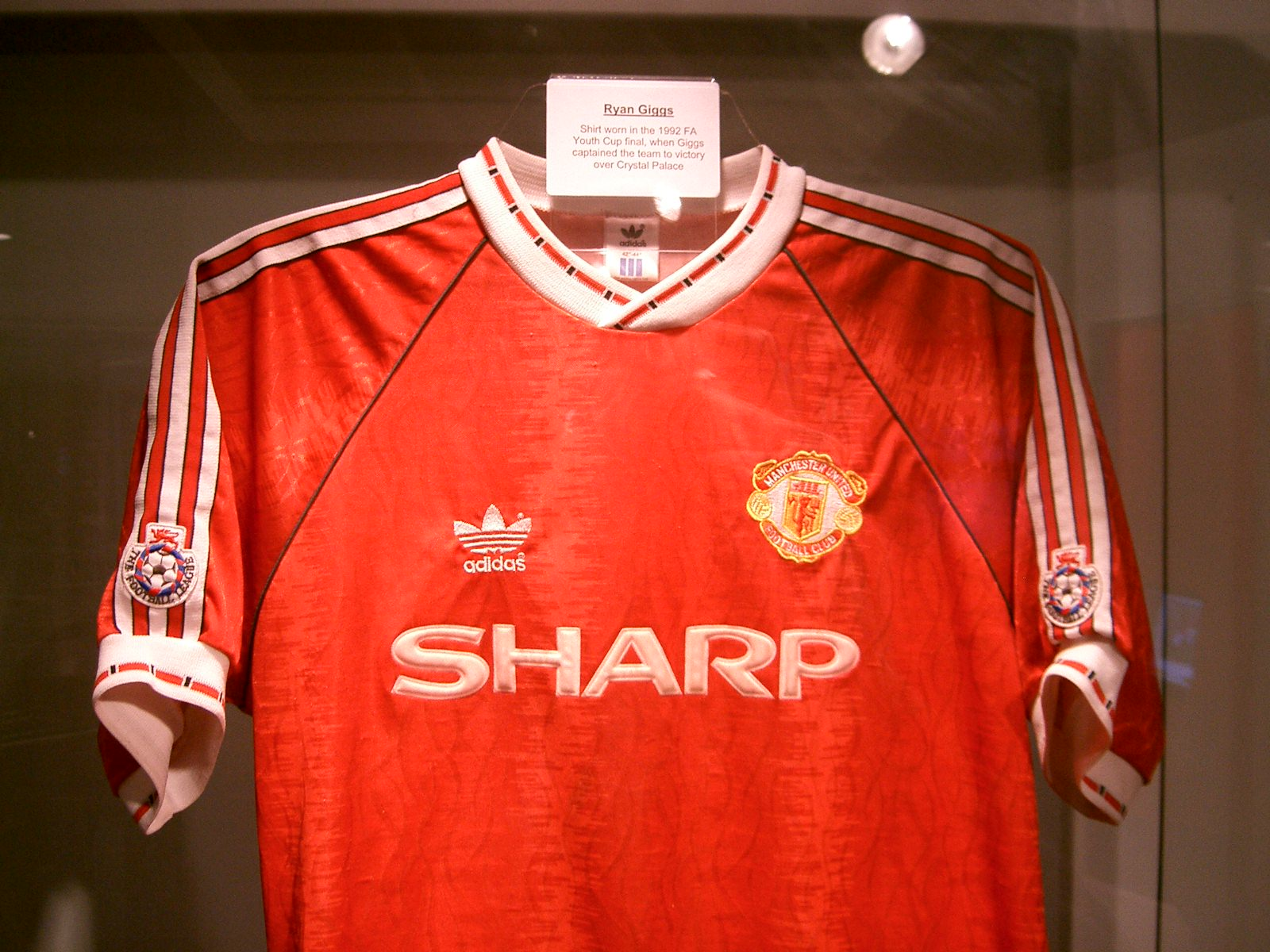
Giggs’ Trikot aus dem Finale des FA Youth Cups, ausgestellt im Vereinsmuseum von Manchester United

Giggs’ sportlicher Durchbruch erfolgte in der Saison 1991/92. Dabei bestritt er nicht nur 38 Ligaspiele für die A-Mannschaft (32 von Beginn an), sondern er gewann als Kapitän 1992 mit weiteren hochtalentierten Nachwuchsspielern, die später ebenso den Weg in die Stammformation fanden und als „Fergie’s Fledglings“ (sinngemäß übersetzt: „Fergies Küken“) gefeiert wurden, auch den FA Youth Cup, wobei er aber erst in dem Semifinale gegen Tottenham und im Final-Rückspiel gegen Crystal Palace seinen Beitrag leistete. Als jüngstem Spieler im Profikader war ihm zu dieser Zeit Mittelfeldstratege und Routinier Bryan Robson ein wichtiger Ratgeber und verstärkt durch wichtige Neuzugänge wie Peter Schmeichel, Andrei Kantschelskis und Paul Parker gewann United 1992 neben der Vizemeisterschaft auch den Ligapokal und somit die erste „große Trophäe“ in der noch jungen Profilaufbahn von Ryan Giggs. Dazu bereitete er das entscheidende Finaltor zum 1:0 gegen Nottingham Forest durch Brian McClair vor. Hilfreich für den schnellen Aufstieg waren sowohl seine flexible Einsetzbarkeit auf beiden Außenpositionen und im Sturmzentrum als auch die Tatsache, dass er mit Brian Kidd, den Ferguson 1991 zu seinem neuen Co-Trainer beförderte, einen Fürsprecher hatte. Rückblickend sah Giggs diesen Prozess aber auch kritisch, da er nun im Training fast nur noch „Spielsituationen einstudierte“ und weniger in seine eigene Entwicklung investieren konnte – dazu gehörte die technische Ausbildung des vergleichsweise schwachen rechten Fußes. Dessen ungeachtet siegte er bei der Wahl zu Englands Fußballer des Jahres als bester Jungprofi und löste damit den vorherigen Titelträger Lee Sharpe auch in dieser Hinsicht ab.

#### Der „Titelsammler“ (1992–1999)

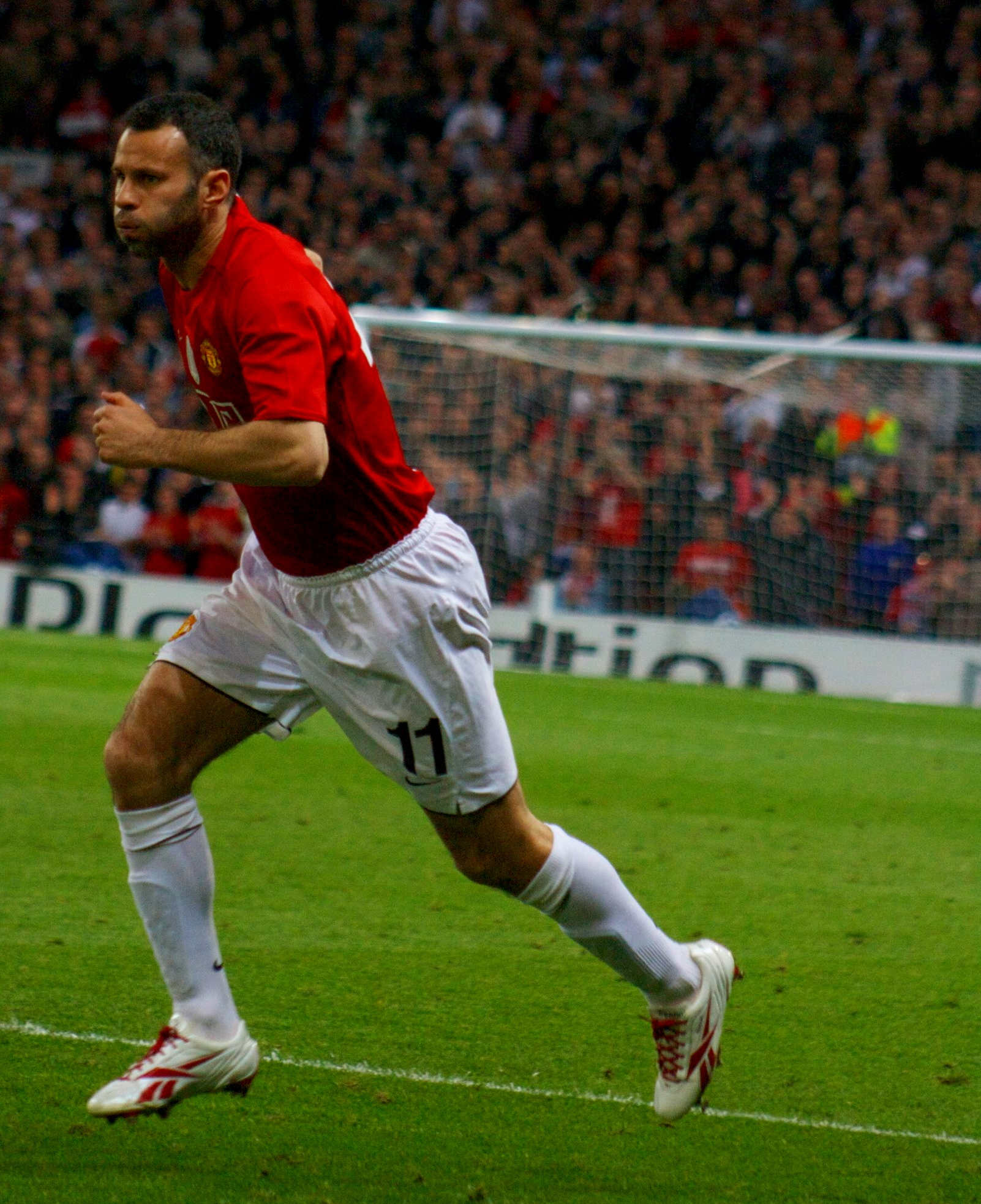
Ryan Giggs in Aktion für Manchester United (2009)

Als die Premier League in ihre erste Saison 1992/93 ging, war aus Giggs bereits ein etablierter Stammspieler von Manchester United geworden. Nach einem etwas verhaltenen Start war die Verpflichtung von Éric Cantona im November 1992 von wesentlicher Bedeutung für Giggs’ weitere Entwicklung. Giggs gelang es speziell im Zusammenspiel mit Cantona, immer besser seine Schnelligkeit und technischen Fertigkeiten auf der linken Flügelposition auszuspielen und stellte so die gegnerischen Abwehrformationen vor immer größere Probleme. Lee Sharpe war zwischenzeitlich zumeist auf die rechte Seite ausgewichen und hatte sich dort mit Kantschelskis duelliert. Mit seiner außergewöhnlichen Schnelligkeit und Wendigkeit entwickelte sich der Waliser zu einem der ersten „Superstars“ der noch jungen Liga. Neben Cantona, „Mittelfeldmotor“ Paul Ince und Torjäger Mark Hughes hatte Giggs einen großen Anteil an dem Gewinn der englischen Meisterschaft 1993 – der ersten für United nach 26-jähriger „Durststrecke“ – und mit neun Toren in 41 Ligaspielen die zweitmeisten Treffer hinter Hughes beigesteuert. Der ehemalige Mitspieler Steve Bruce meinte dazu im Jahr 2007 rückblickend:

„Wenn Ryan rannte, rannte er wie der Wind. Er war so leichtfüßig unterwegs, dass Du ihn nicht hören konntest. Er hatte diese natürliche Wendigkeit, die in Kombination mit dem Ball nur die großartigen Spieler besitzen. Ohne respektlos gegenüber [David] Beckham und Scholesy [Paul Scholes] zu sein, aber er [Giggs] war der einzige, der immer ein Superstar war.“

Giggs unterschrieb im Oktober 1993 einen Fünfjahresvertrag, der ihm jährlich 350.000 Pfund einbrachte. Die Dominanz von Manchester United begann größer zu werden und Giggs gewann 1994 das „Double“ aus englischer Meisterschaft und FA Cup – den möglichen Dreifacherfolg hatte zuvor eine 1:3-Niederlage im Ligapokalendspiel gegen Aston Villa verhindert. Mit Blick auf die Statistik war die Spielzeit 1993/94 mit 17 Toren in 58 Pflichtspielen die ertragreichste in der Laufbahn von Ryan Giggs. Im Zentrum hatte sich der zu Saisonbeginn verpflichtete Ire Roy Keane als langfristiger Ersatz für den 37-jährigen Bryan Robson in die Mannschaft gespielt; die Mittelfeldformation nahm nun mit Giggs-Ince-Keane-Kantschelskis/Sharpe feste Konturen an. Enttäuschend verlief jedoch die titellose Saison 1994/95, in der Giggs in 29 Ligapartien nur ein Tor gelang und zahlreiche Mitspieler wie Keane, Sharpe und Kantschelskis (verletzungsbedingt) sowie Cantona (lange Sperre) der Mannschaft häufig nicht zur Verfügung standen. Erschwerend war dabei, dass Giggs eine Oberschenkelverletzung, die er sich bereits am 9. März 1994 in einem Länderspiel gegen Norwegen zugezogen hatte, lange nicht vollständig auskuriert hatte und häufig mit einem „Handicap“ in wichtige Partien gegangen war; charakteristisch war sein Einsatz im FA-Cup-Finale 1995 gegen den FC Everton, in der sich kurz nach seiner Einwechslung zur zweiten Halbzeit beim Stand von 0:1 der rechte Oberschenkelmuskel verhärtete und Giggs sich bis zum Ende des Spiels „mehr schlecht als recht“ durchschleppte.
In der Saison 1995/96 fand Giggs mit United in die Erfolgsspur zurück. Akteure wie Ince, Hughes und Kantschelskis hatten den Verein – teils unter kontroversen Umständen – verlassen und an Giggs’ Seite drängten nun seine alten Weggefährten aus der Jugendmannschaft nach; seit Oktober 1994 waren sukzessive Gary Neville, Paul Scholes, David Beckham, Nicky Butt, Keith Gillespie, Ben Thornley und Phil Neville zu ihren Debüts gekommen. Diese fanden nun ebenso ihren (mehr oder weniger festen) Platz in der „ersten Elf“, dazu kamen mit Andrew Cole sowie im Juli 1996 Ole Gunnar Solskjær zwei treffsichere Stürmer. Mit elf Ligatoren stellte auch Giggs selbst seine Torjägerqualitäten wieder unter Beweis, darunter ein spektakulärer 3:2-Siegtreffer gegen den FC Everton vom 9. September 1995, der bei der Wahl zum „Tor der Saison 1995/96“ nur knapp scheiterte. Die Stammformation im Mittelfeld lautete nun Giggs-Butt/Scholes-Keane-Beckham und neben dem Gewinn der Premier League bestritt Giggs volle 90 Minuten im siegreichen FA-Cup-Finale 1996 gegen den FC Liverpool (1:0 nach einem Cantona-Tor in der 87. Minute).
Ab 1996 begann sich Giggs auch auf europäischer Bühne verstärkt mit Manchester United zu zeigen. Er zog mit United bis ins Halbfinale vor, nachdem er im Viertelfinalhinspiel gegen den FC Porto (4:0) eine besonders gute Leistung auf der ungewohnten Position im zentralen Mittelfeld als Spielgestalter gezeigt hatte. In der anschließenden Runde der letzten vier Mannschaften scheiterte er jedoch nach zwei 0:1-Niederlagen an Borussia Dortmund, wobei er im Rückspiel erst nach knapp einer Stunde für Ole Gunnar Solskjær eingewechselt worden war. Als „Trostpflaster“ diente 1997 der vierte Meistertitel innerhalb von fünf Jahren, aber mit nur drei Ligatoren in 26 Partien hatte sich Giggs erstmals in seiner Karriere über längere Zeiträume hinweg formschwach gezeigt. Dies blieb aber weitgehend folgenlos, da der 1996 primär für die linke Flügelposition verpflichtete Jordi Cruyff nie Anschluss an die spezifische Spielweise des United-Teams fand und sich damit nie als echter Konkurrent für Giggs herausstellte.
Auch in der anschließenden Spielzeit 1997/98 war die Premier-League-Trophäe nahe, bevor schlechte Resultate im Frühjahr 1998 dafür sorgten, dass der FC Arsenal noch vorbeizog. Zu Beginn der wegweisenden Saison 1998/99 hatte Giggs verstärkt mit Verletzungen zu kämpfen, war dann aber in der Endphase ein wichtiger Faktor für den Gewinn des „Triples“ aus englischer Meisterschaft, FA Cup und Champions League. Besonders in den Pokalwettbewerben trug sich Giggs nachhaltig in die Fußballgeschichtsbücher ein. Sein entscheidendes Tor im Halbfinale des FA Cup in Unterzahl gilt als einer der bemerkenswertesten Treffer in der englischen Pokalgeschichte: in der Verlängerung gegen den FC Arsenal spielend erzielte er nach einem Sololauf von der Mittellinie aus durch die gesamte Abwehrreihe das entscheidende 2:1. Arsenals Trainer Arsène Wenger bezeichnete Giggs’ Tor im FA Cup als entscheidenden Wendepunkt in dieser Saison, der United erst das Selbstvertrauen für weitere späte Comebacks gab.
Dazu kam der 1:1-Ausgleich in der 90. Minute im Semifinalhinspiel gegen Juventus Turin und seine Torvorbereitung im Champions-League-Finale gegen den FC Bayern München zum zwischenzeitlichen 1:1 durch Teddy Sheringham in der Nachspielzeit, das zwei Minuten später Solskjær in einen 2:1-Sieg umwandelte. Beim anschließenden 1:0 im Weltpokal gegen Palmeiras São Paulo erhielt er die Auszeichnung zum wertvollsten Spieler („Most Valuable Player of the Match“).

#### Der „Dauerbrenner und Rekordjäger“ (1999–2014)

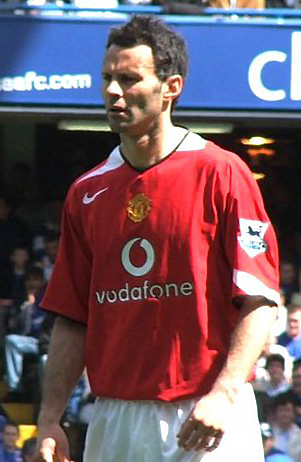
Giggs 2006

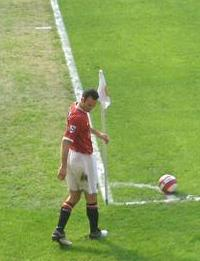
Giggs beim Eckball gegen den FC Everton (2007)

Wenngleich weitere europäische und heimische Pokal-Erfolge in den folgenden vier Jahren bis 2003 ausblieben, gewann Giggs mit United drei von vier möglichen Premier-League-Titeln. Nur in der Saison 2001/02 musste er sich Arsenal geschlagen geben, als parallel die Hoffnung auf eine erneute Champions-League-Endspielteilnahme bestand, die sich dann aufgrund einer Halbfinalniederlage gegen Außenseiter Bayer 04 Leverkusen zerschlug. Zuvor hatte ihn sein Verein vor Beginn der Spielzeit 2001/02 anlässlich des zehnjährigen Profijubiläums mit einem Freundschaftsspiel („Testimonial Match“) in Old Trafford gegen Celtic Glasgow geehrt. Nach dem Weggang von Denis Irwin im Mai 2002 wurde aus dem 28-jährigen Giggs der dienstälteste Akteur in den Reihen von Manchester United und mit dem Debüttor in der Saison 2002/03 zum 2:2 gegen den FC Chelsea erzielte er den 100. Pflichtspieltreffer in seiner Laufbahn.
Weitere Rekordmarken folgten nach 2003, zu denen sich in den folgenden drei Jahren mit Ausnahme eines FA-Cup-Siegs im Jahr 2004 und eines Ligapokalerfolgs zwei Jahre später keine weiteren nennenswerten Trophäen gesellten; die englischen Meistertitel gingen jeweils an die Konkurrenz aus London. Im September 2004 erreichte er die 600-Pflichtspiele-Grenze, was zuvor für United nur Bobby Charlton und Bill Foulkes gelungen war, und ein Jahr später wurde er in die englische Ruhmeshalle des Fußballs aufgenommen. Mit der Premier-League-Trophäe in der Saison 2006/07 strich er seine neunte englische Meisterschaft ein und übertraf damit Alan Hansen und Phil Neal, die jeweils acht Titel mit dem FC Liverpool gewonnen hatten. Dazu war im März 2007 in Anfield sein 700. Pflichtspiel für United gekommen.
Obwohl Ferguson mit Nani und Anderson vor Beginn der Saison 2007/08 zwei weitere Mittelfeldspieler für den linken und zentralen Bereich verpflichtet hatte und Giggs in Bezug auf seine ursprüngliche Position zeitweise dem Rotationssystem zum Opfer gefallen war, blieb er weiterhin erste Wahl. Am 8. Dezember 2007 traf er gegen Derby County (4:1) zum 100. Mal in einer Ligabegegnung. Weitere Meilensteine waren am 20. Februar 2008 das 100. Champions-League-Spiel gegen Olympique Lyon und am 11. Mai 2008 per Einwechslung für Park Ji-sung die Rekordeinstellung der 758 United-Einsätze von Bobby Charlton, wobei er gegen Wigan Athletic auch den Treffer zum 2:0-Endstand markierte. Zehn Tage später war er alleiniger Rekordinhaber, nachdem er im Champions-League-Finale gegen den FC Chelsea ab der 87. Minute für Paul Scholes zum Zuge gekommen war – dazu hatte er beim Elfmeterschießen getroffen und dem Klub zum Sieg verholfen. Mit dem zweiten Gewinn des Champions-League-Titels war er neben Steve McManaman und seinem damaligen Teamkollegen Owen Hargreaves erst der dritte britische Spieler (nach Einführung dieser Bezeichnung im Jahr 1992), dem dieser Erfolg zuteilwurde. Mit dem Gewinn der Premier League 2008 hielt Giggs nun bei insgesamt zehn Meisterschaften.
In der Saison 2008/09 setzte Ferguson Giggs verstärkt im Mittelfeldzentrum ein, in dem er mit seiner Erfahrung mehr in den Spielaufbau integriert werden sollte. Im Champions-League-Halbfinale gegen den FC Arsenal bestritt Giggs sein 800. Pflichtspiel. Nach dem dritten Ligapokalerfolg im März 2009 gewann er im selben Jahr seinen elften Meistertitel. Während der Saison 2009/10 verlängerte Giggs seinen Vertrag um ein weiteres Jahr bis zum Ende der Saison 2010/11 und kam wieder vermehrt als Flügelspieler zum Einsatz. Die Leistungen waren von gewohnter Konstanz, bis er sich im Februar 2010 seinen rechten Arm brach und so wichtige Europapokalspiele und das letztlich für seinen Verein erfolgreiche Ligapokalfinale gegen Aston Villa verpasste.
Im Februar 2011 verlängerte Giggs seinen Vertrag noch einmal um ein Jahr bis Juni 2012 und erreichte mit United im Sommer 2011 die historische 19. Meisterschaft, die den Verein zum alleinigen Rekordmeister machte (zuvor geteilt mit dem FC Liverpool). Für Giggs persönlich war es die zwölfte Meisterschaft. Er bestritt für Manchester United auch das Finale der Champions League 2010/11, das mit 3:1 gegen den FC Barcelona verloren ging.
Mit seinem Treffer zum 1:1 auswärts gegen Benfica Lissabon im September 2011 stellte Giggs einen neuen Rekord für den ältesten Torschützen in der Champions League auf. Zudem war er damit der erste Spieler, der in 16 verschiedenen Spielzeiten der Champions League ein Tor erzielt hatte.
Am 10. Februar 2012 verlängerte Giggs seinen Vertrag bei Manchester United um ein weiteres Jahr. Am 26. Februar 2012 absolvierte er beim 2:1-Sieg gegen Norwich City sein 900. Spiel für Manchester. Er selbst erzielte in der Nachspielzeit den Siegtreffer. Am 1. März 2013 verlängerte Giggs seinen Vertrag um ein weiteres Jahr bis zum 30. Juni 2014.
Am 5. März 2013 bestritt Giggs sein 1000. Pflichtspiel im Champions-League-Achtelfinale gegen Real Madrid.
Am 2. Oktober 2013 bestritt er sein 145. Spiel in der UEFA Champions League, womit er alleiniger Rekordhalter war.
Zur Saison 2013/14 wurde Giggs zudem spielender Co-Trainer von David Moyes. Am 22. April 2014 übernahm Giggs das Team bis zum Saisonende als Interimstrainer. Am 6. Mai 2014 wechselte sich Giggs bei seinem letzten Spiel im Old Trafford beim 3:1-Sieg gegen Hull City in der 70. Spielminute für Tom Lawrence selber ein und bereitete das letzte Tor selbst vor. Damit ist er, mit 131 Vorlagen, der Spieler mit den meisten Assists in der Premier League. Es war sein 963. Einsatz für United. Nach der Saison verkündete er sein Karriereende.

## In der Nationalmannschaft

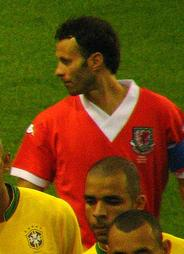
Giggs als Kapitän der walisischen Nationalmannschaft in einem Freundschaftsspiel gegen Brasilien (September 2006).

Da Giggs in Cardiff geboren wurde und aufgrund der walisischen Herkunft beider Elternteile entschied er sich, für die Auswahl von Wales anzutreten. Zwar hatte Giggs für englische Schulmannschaften gespielt, aber entgegen landläufiger Meinungen zu keinem Zeitpunkt seiner Laufbahn eine Spielberechtigung für die englische A-Nationalmannschaft besessen. Ungeachtet dieser Diskussion sprach sich Giggs wiederholt bei möglicherweise anderen Konstellationen für Wales aus.
Im Sommer 1991 absolvierte Giggs ein einziges U-21-Länderspiel für den walisischen Nachwuchs in Polen (2:1) und am 16. Oktober 1991 debütierte er ab der 84. Minute als jüngster Spieler in der Geschichte der walisischen A-Nationalelf gegen Deutschland (1:4). Schnell entwickelte er sich zu einer festen Größe im Team von Terry Yorath, das über eine Reihe von hoch dekorierten Spieler verfügte, darunter Vereinskollege Mark Hughes, die Liverpooler Stürmerlegende Ian Rush, Torhüter Neville Southall sowie Dean Saunders und Gary Speed. Gemeinsam schickte sich das Team an, Wales die erste WM-Endrundenteilnahme nach 36 Jahren zu bereiten, bevor ein 1:2 im letzten Qualifikationsspiel gegen Rumänien den Traum zerplatzen ließ und Giggs die nach eigenen Angaben „schmerzvollste Niederlage seiner Karriere“ bereitete.
Von diesem Rückschlag erholte sich die walisische Nationalmannschaft lange nicht, was auch dazu führte, dass Giggs seine Prioritäten eindeutig in Richtung Vereinsfußball ausrichtete. Unterstützt von Alex Ferguson, dem Freundschaftsspiele in der Nationalelf stets ein Dorn im Auge waren, fokussierte sich Giggs zumeist auf die Pflichtspiele und zwischenzeitlich verpasste er nicht weniger als 18 Freundschaftsbegegnungen in Serie. Als Begründung gab Giggs durch Überbelastung stetig anfallende Beschwerden im rechten Oberschenkel an, deren Behandlung er in den physiotherapeutischen Einrichtungen von Manchester United in besseren Händen sah. In dem Zusammenhang kritisierte er neben der schlechteren medizinischen Abteilung im walisischen Verband (FAW) auch die deutlich schlechteren Trainingsbedingungen. Dazu kam die fehlende Kontinuität in der sportlichen Leitung. Nach der gescheiterten WM-Qualifikation hatte der FAW überraschend den beliebten Yorath entlassen und nach einem Kurzzeitengagement von John Toshack mit nur einem Länderspiel die Engländer Mike Smith und ab 1995 Bobby Gould als Nachfolger installiert. Es folgte eine sportliche Talfahrt, wozu eine 1:7-Pleite gegen die Niederlande zählte. Erschwerend kam hinzu, dass Smith und Gould neben ihrer englischen Herkunft nicht auf erfolgreiche Karrieren als Fußballer verweisen konnten und dadurch mit Autoritätsproblemen bei den eigenen Spielern zu kämpfen hatten. Aus dem ehemals „verschworenen Haufen“ unter Yorath war somit eine Zweckgemeinschaft geworden, in der sich Giggs nicht mehr heimisch fühlte.
Erst als Mark Hughes 1999 das Traineramt in der Nationalmannschaft übernahm, verzeichneten die „Drachen“ wieder Erfolge. Geprägt von der professionellen Umgebung bei Manchester United unternahm Hughes weitgehende Reformen im walisischen Verband und zu Giggs’ Freude bestand eine seiner ersten Amtshandlungen im November 1999 darin, Ex-United-Jugendtrainer Eric Harrison als „rechte Hand“ zu verpflichten. Zwar misslang die Qualifikation zur WM 2002 als Gruppenvorletzter deutlich, aber kurz darauf – Hughes hatte erst 2002 seine eigene Spielerlaufbahn an den Nagel gehängt und nun das Traineramt „in Vollzeit“ übernommen – war nach insgesamt zehn Jahren eine erfolgreiche Endrunden-Qualifikation wieder einmal in Reichweite. Giggs agierte zumeist entweder auf der linken Seite mit John Hartson im Zentrum und Craig Bellamy über rechts oder als zweite Sturmspitze. Nach vier Siegen in den ersten Spielen, darunter ein spektakulärer 2:1-Heimerfolg gegen Italien, schien zwischenzeitlich gar die direkte Qualifikation möglich, bevor sich das Team mit nur einem Pünktchen aus den letzten vier Partien auf den zweiten Rang rettete. Die folgenden Entscheidungsspiele gegen Russland vor der Euro 2004, in denen Wales knapp mit 0:0 und 0:1 unterlag, waren die letzte verpasste Möglichkeit, sich als Weltklassespieler auch bei großen Turnieren mit seinesgleichen messen zu können. Eine möglicherweise nachträgliche Qualifikation aufgrund des positiven Dopingbefundes des Russen Jegor Titow scheiterte ebenfalls; der europäische Fußballverband UEFA lehnte den walisischen Einspruch ab. Damit wird er häufig in einer Reihe mit Spielern wie Alfredo Di Stéfano und George Best gesehen, denen dieses ebenfalls nicht gelungen war.

Giggs beim olympischen Fußballturnier 2012

Nach der misslungenen EM-Qualifikation heuerte Hughes als Vereinstrainer bei den Blackburn Rovers an und mit dem neuen walisischen „Steuermann“ John Toshack kehrte nach Giggs’ Empfinden die „alte Schule“ zurück. Obwohl Toshack aufgrund seiner kurz zuvor wahrgenommenen Tätigkeit als TV-Experte und Kritiker der walisischen Nationalelf mit Vorbehalten aus weiten Teilen der Mannschaft zu kämpfen hatte, ernannte er ausgerechnet Giggs zum neuen Kapitän. Als etwas verwunderlich empfand dieser das vor allem deswegen, weil er zum einen selbst häufig zur Zielscheibe von Toshacks Kritik geworden war und er zum anderen besonders loyal zu Hughes und den von ihm durchgeführten Reformen stand. Die Vorwürfe richteten sich primär darauf, dass Giggs im Sturmzentrum deplatziert gewesen wäre und damit das walisische Angriffsspiel unter den ausbleibenden Flanken gelitten hätte. Dessen ungeachtet akzeptierte Giggs die ihm angetragene Aufgabe, zumal sich Toshack kooperativ hinsichtlich der Freundschaftsspiele zeigte und seinen neuen „Skipper“ weitgehend schonte. Das Experiment scheiterte, wobei sich die häufige Abwesenheit des Kapitäns und die Rücktritte von Leistungsträgern wie Gary Speed und Robbie Savage als hinderlich für die Bildung eines neuen Teamgeists zeigten. In der Qualifikation zur WM 2006 blieb Wales in den ersten sechs Spielen sieglos und belegte am Ende den vorletzten Platz.
Sportliche Höhepunkte in der Nationalmannschaft waren nun nur noch selten. Dazu zählte im September 2006 ein Freundschaftsspiel gegen Brasilien an der Tottenhamer White Hart Lane, das zwar mit einer 0:2-Niederlage endete, Giggs aber auch eine Menge Anerkennung und Komplimente einbrachte. Etwas überraschend verkündete Giggs kurz vor einem EM-Qualifikationsspiel gegen Tschechien am 2. Juni 2007 seinen Rücktritt aus der walisischen Nationalmannschaft und begründete dies mit den immer notwendiger werdenden Ruhepausen zwischen den Pflichtspielen für Manchester United. Sein Auftritt gegen Tschechien beim 0:0-Remis war somit der 64. und letzte – ihm waren insgesamt in 16 Jahren zwölf Länderspieltore gelungen. Gerüchte bezüglich eines bevorstehenden Comebacks nach der schweren Verletzung von Aaron Ramsey dementierte Giggs im März 2010 mit der Äußerung, nur noch „im Notfall“ zurückkehren zu wollen.

### Team GB
Am 2. Juli 2012 wurde er von Stuart Pearce als Kapitän der Mannschaft berufen, die Großbritannien unter der Bezeichnung Team GB bei den Olympischen Spielen 2012 in London beim Fußballturnier vertrat. Mit seinem Tor zum 1:0 im Spiel gegen die Vereinigten Arabischen Emirate (Endstand 3:1) im Alter von 38 Jahren und 243 Tagen wurde er zum ältesten Torschützen der Turniergeschichte. Mit dem britischen Olympiateam schied er im Viertelfinale gegen Südkorea aus.

## Erfolge/Titel
Mit dem Verein 
- Weltpokal (1): 1999
- Klub-Weltmeisterschaft (1): 2008

Giggs mit der Trophäe der Premier League (2008)

- UEFA Champions League (2): 1998/99, 2007/08
- Europapokal der Pokalsieger (1): 1990/91 (ohne Einsatz)
- UEFA Super Cup (1): 1991
- Englische Meisterschaft (13): 1992/93, 1993/94, 1995/96, 1996/97, 1998/99, 1999/2000, 2000/01, 2002/03, 2006/07, 2007/08, 2008/09, 2010/11, 2012/13
- Englischer Pokal (4): 1993/94, 1995/96, 1998/99, 2003/04
- Englischer Ligapokal (4): 1991/92, 2005/06, 2008/09, 2009/10
- Englischer Supercup (9): 1993, 1994, 1996, 1997, 2003, 2007, 2008, 2010, 2013
- Englischer Jugendpokal (1): 1991/92

 Persönliche Ehrungen 
- Englands Fußballer des Jahres: 2009
- Englands Fußballer des Jahres (Jungprofi): 1992, 1993
- Sportler des Jahres (Großbritannien): 2009
- Gentlemen’s Quarterly Sportler des Jahres: 2010
- Bester Nachwuchsspieler Europas: 1993
- Bester Spieler in der Geschichte von Manchester United: 2011
- Golden Foot: 2011

## Saisonstatistik
Sämtliche gelisteten Spiele wurden für Manchester United absolviert.
| Liga            | Saison          | Liga   | Liga | FA Cup | FA Cup | League Cup | League Cup | Europapokal | Europapokal | Andere | Andere | Gesamt | Gesamt |
| Liga            | Saison          | Spiele | Tore | Spiele | Tore   | Spiele     | Tore       | Spiele      | Tore        | Spiele | Tore   | Spiele | Tore   |
| --------------- | --------------- | ------ | ---- | ------ | ------ | ---------- | ---------- | ----------- | ----------- | ------ | ------ | ------ | ------ |
| First Division  | 1990/91         | 2      | 1    | -      | -      | -          | -          | -           | -           | -      | -      | 2      | 1      |
| First Division  | 1991/92         | 38     | 4    | 7      | 0      | 8          | 3          | 1           | 0           | 1      | 0      | 51     | 7      |
| Premier League  | 1992/93         | 41     | 9    | 2      | 2      | 2          | 0          | 1           | 0           | -      | -      | 46     | 11     |
| Premier League  | 1993/94         | 38     | 13   | 7      | 1      | 8          | 3          | 4           | 0           | 1      | 0      | 58     | 17     |
| Premier League  | 1994/95         | 29     | 1    | 7      | 1      | -          | -          | 3           | 2           | 1      | 0      | 40     | 4      |
| Premier League  | 1995/96         | 33     | 11   | 7      | 1      | 2          | 0          | 2           | 0           | -      | -      | 44     | 12     |
| Premier League  | 1996/97         | 26     | 3    | 3      | 0      | -          | -          | 7           | 2           | 1      | 0      | 37     | 5      |
| Premier League  | 1997/98         | 29     | 8    | 2      | 0      | -          | -          | 5           | 1           | 1      | 0      | 37     | 9      |
| Premier League  | 1998/99         | 24     | 3    | 6      | 2      | 1          | 0          | 9           | 5           | 1      | 0      | 41     | 10     |
| Premier League  | 1999/00         | 30     | 6    | -      | -      | -          | -          | 11          | 1           | 3      | 0      | 44     | 7      |
| Premier League  | 2000/01         | 31     | 5    | 2      | 0      | -          | -          | 11          | 2           | 1      | 0      | 45     | 7      |
| Premier League  | 2001/02         | 25     | 7    | 1      | 0      | -          | -          | 13          | 2           | 1      | 0      | 40     | 9      |
| Premier League  | 2002/03         | 36     | 8    | 3      | 2      | 5          | 0          | 15          | 4           | -      | -      | 59     | 14     |
| Premier League  | 2003/04         | 33     | 7    | 5      | 0      | -          | -          | 8           | 1           | 1      | 0      | 47     | 8      |
| Premier League  | 2004/05         | 32     | 5    | 4      | 0      | 1          | 1          | 6           | 2           | 1      | 0      | 44     | 8      |
| Premier League  | 2005/06         | 27     | 3    | 2      | 1      | 3          | 0          | 5           | 1           | -      | -      | 37     | 5      |
| Premier League  | 2006/07         | 30     | 4    | 6      | 0      | -          | -          | 8           | 2           | -      | -      | 44     | 6      |
| Premier League  | 2007/08         | 31     | 3    | 2      | 0      | -          | -          | 9           | 0           | 1      | 1      | 43     | 4      |
| Premier League  | 2008/09         | 28     | 2    | 2      | 0      | 4          | 1          | 11          | 1           | 2      | 0      | 47     | 4      |
| Premier League  | 2009/10         | 25     | 5    | 1      | 0      | 2          | 1          | 3           | 1           | 1      | 0      | 32     | 7      |
| Premier League  | 2010/11         | 25     | 2    | 3      | 1      | 1          | 0          | 8           | 1           | 1      | 0      | 38     | 4      |
| Premier League  | 2011/12         | 25     | 2    | 2      | 0      | 1          | 1          | 5           | 1           | -      | -      | 33     | 4      |
| Premier League  | 2012/13         | 22     | 2    | 4      | 1      | 1          | 2          | 5           | 0           | -      | -      | 32     | 5      |
| Premier League  | 2013/14         | 12     | 0    | -      | -      | 2          | 0          | 7           | 0           | 1      | 0      | 22     | 0      |
| Karriere Gesamt | Karriere Gesamt | 672    | 114  | 74     | 12     | 41         | 12         | 157         | 29          | 19     | 1      | 963    | 168    |

## Trainerkarriere
Zur Saison 2013/14 wurde Giggs neben seiner Tätigkeit als Spieler Co-Trainer vom neuen Cheftrainer David Moyes. Als dieser am 22. April 2014 entlassen wurde, übernahm Giggs das Team als Interimstrainer bis zum Saisonende. Zur Saison 2014/15 rückte Giggs – fortan nur noch im Trainerteam – wieder auf den Posten des Co-Trainers vom neuen Cheftrainer Louis van Gaal. Im Sommer 2016 nach der Verpflichtung von José Mourinho, verließ er nach 29 Jahren, am 2. Juli 2016 Manchester United.
Am 15. Januar 2018 wurde Giggs als Cheftrainer der walisischen Nationalmannschaft vorgestellt.
Aufgrund einer Anzeige wegen häuslicher Gewalt wurde Giggs im November 2020 festgenommen. Wegen des laufenden Strafverfahrens konnte er das walisische Team weder in den Spielen zur WM-Qualifikation gegen Belgien und gegen Tschechien im März 2021 noch bei der Fußball-Europameisterschaft 2021 betreuen. Er trat am 21. Juni 2022 vollständig von seinem Traineramt zurück.

## Mediale Tätigkeiten und Wahrnehmung
Früh in seiner Karriere galt Giggs als angehender Superstar im britischen Fußball. Als junger Flügelspieler lagen Vergleiche mit dem Nordiren George Best nahe, wozu auch der Umstand beitrug, dass der Geburtstag von Ryan Giggs mit Bests letzten Karrieretagen bei „United“ zusammenfiel – der Legende nach hatte Best just an Giggs’ Geburtstag letztmals das Vereinsgelände verlassen, effektiv aber erst an Neujahr 1974 sein letztes Spiel bestritten.
Nach erfolgtem sportlichen Durchbruch in der Saison 1991/92 wurde Giggs zu einem der neuen Gesichter der neuen Premier League, die im Sommer 1992 ihren Spielbetrieb aufnahm. Vor allem fanden die TV-Medien in ihm einen interessanten Partner, der mithalf, den englischen Fußball langsam von seinem schlechten Hooligan-Image aus den 1980er-Jahren zu lösen. Speziell ab 1993 begann Giggs damit, mit Hilfe des erfahrenen Beraters (und bereits über 70 Jahre alten) Harry Swales, der zuvor bereits langjährige Partnerschaften mit Bryan Robson und Kevin Keegan gepflegt hatte, sich über Sponsorenverträge gewinnträchtig zu vermarkten. Nachdem sein Zweijahresvertrag mit Puma ausgelaufen war, unterzeichnete er für einen mit 300.000 Pfund dotierten Kontrakt für drei Jahre bei dem Ausrüster Reebok. Dazu kamen unter anderem Werbeverträge mit einem bekannten Softdrinkhersteller und dem Fleischersatzhersteller Quorn. Auch die von ihm ungeliebten Interviewanfragen nahm er nach seinem 20. Geburtstag nun wahr – zuvor hatte ihn das Management vor Interviewwünschen pedantisch geschützt. Ab 1994 startete die Fußballshow Ryan Giggs’ Soccer Skills, zu der sich zahlreiche Buchveröffentlichungen gesellten. Die öffentliche Resonanz glich dem eines Teenageridols und Popstars; öffentliche Werbeauftritte führten nicht selten zu Massenaufläufen und Straßensperren. Dazu fanden 3.000 Valentinsgrüße den Weg in seinen Briefkasten. Auch für die Popularität von Manchester United selbst war dieses Medienspiel ein nicht unwesentlicher Faktor und so wurde Giggs beschrieben als der Junge, der „eine Million unschuldige Teenagerherzen in United-Anhänger verwandelte“. Schnell ebbte dieser Medienhype jedoch ab, was auch mit Giggs’ eigentlicher Abneigung gegenüber öffentlichen Auftritten zu tun hatte. Hauptgrund war aber, dass sich die Öffentlichkeit zur Mitte der 1990er-Jahre mehr auf den publikumswirksameren David Beckham und auf weitere stetig wechselnde Emporkömmlinge im englischen Fußball zu fokussieren begann.
Am 11. Dezember 2007 wurde Giggs, der sich als UNICEF-Botschafter insbesondere gegen Landminen engagiert, von Königin Elisabeth II. zum Officer des Order of the British Empire ernannt.

## Affäre um Berichterstattung
Im Mai 2011 erwirkte Giggs eine einstweilige Verfügung gegen Teile der britischen Presse. Die Presse durfte weder über eine mögliche sexuelle Beziehung zwischen Giggs und einer Ex-Big Brother-Teilnehmerin noch über die Tatsache der Verbotsverfügung berichten. Erst nachdem (wie beim Trafigura-Skandal) im britischen Unterhaus im Rahmen einer Parlamentssitzung das Thema genannt wurde, durfte auch die Presse berichten. Der Abgeordnete berief sich auf seine parlamentarische Immunität und hatte deshalb keine Repressalien zu befürchten.

## Soziales Engagement
Giggs engagiert sich als Botschafter bei Show Racism the Red Card.